# 圆叶美登木
圆叶美登木（学名：Maytenus orbiculata），为卫矛科美登木属下的一个植物种。